# 菊陽町立菊陽西小学校
菊陽町立菊陽西小学校（きくようちょうりつ きくようにししょうがっこう）は、熊本県菊池郡菊陽町原水にある小学校。

## 沿革
- 1984年（昭和59年）4月 - 菊陽町立菊陽中部小学校、菊陽町立菊陽北小学校、菊陽町立武蔵ヶ丘小学校から分離し開校
- 2013年（平成25年）3月 - 児童数増加に対応するため、校舎を増改築[1]

## 通学区域
- 三里木、三里木北、青葉台、新山、北新山、新成、杉並台、東ヶ丘、沖野、境の松、光の森6,7町内[2]

## 進学先中学校
- 菊陽町立武蔵ヶ丘中学校

## 学校周辺
- ゆめタウン光の森
- 九州産交バス光の森営業所
- 菊陽病院
- 菊陽自動車学校
- 九州旅客鉄道豊肥本線 三里木駅

## 著名な出身者
- 渡辺彩香（女子サッカー選手）